# Diane Baker

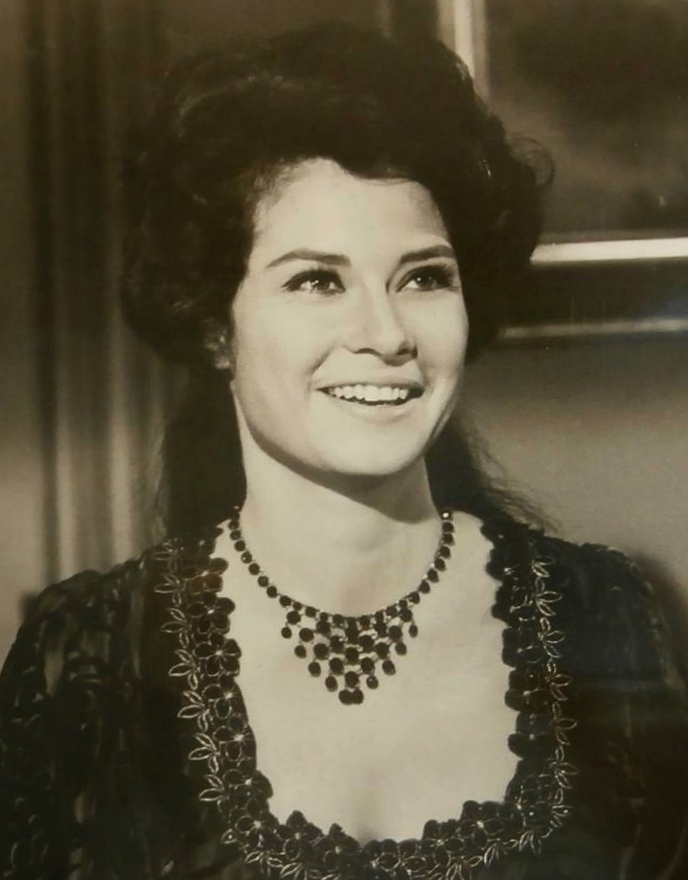
Diane Baker, 1969.

Diane Baker, född 25 februari 1938 i Hollywood, Los Angeles, Kalifornien, är en amerikansk skådespelare. Hon filmdebuterade 1959 i filmen Anne Franks dagbok där hon spelade Anne Franks äldre syster Margot. Hon har sedan dess medverkat i över 100 filmer och TV-produktioner. Hon har ofta spelat roller som hustru och som mogna, starka kvinnor.

## Filmografi i urval
- 1959 – Anne Franks dagbok
- 1959 – Alla mina drömmar
- 1959 – Resan till jordens medelpunkt
- 1963 – Jagad av agenter
- 1964 – Marnie
- 1965 – En man försvinner
- 1970 – På farligt uppdrag (TV-serie)
- 1976 – Columbo (TV-serie)
- 1977 – Kojak (TV-serie)
- 1991 – När lammen tystnar
- 1993 – Twenty Bucks
- 1995 – Nätet
- 1996 – Cable Guy
- 1996 – I sanningens namn
- 2000 – Cityakuten (TV-serie)
- 2000 – Harrison's Flowers
- 2003 – A Mighty Wind
- 2005–2012 – House (TV-serie)